# John Vaughn
John David Vaughn (Santa Ana, 3 de junio de 1928 - 10 de octubre de 2016) fue el 116º Ministro General de los Frailes Menores (OFM) y sirvió de 1979 a 1991.  También se desempeñó como vicepostulador de la causa de canonización de Junípero Serra.

## Vida
John Vaughn era hijo de Morgan Leonard Vaughn y Jane Stack. Asistió a la Escuela Primaria Católica de St. Joseph y a la Escuela Secundaria Willard en Santa Ana, luego a la universidad en Los Ángeles y un semestre en el Seminario Franciscano de St. Anthony en Santa Bárbara, hasta el 11 de julio de 1948, cuando se mudó a la provincia de Santa Bárbara. la Orden y completó el noviciado en San Miguel. Se le dio el nombre monástico de Manuel, pero luego volvió a su nombre bautismal de Juan. Hizo su profesión perpetua el 12 de julio de 1952.
Vaughn recibió más formación filosófica y teológica en las casas de estudio de su orden en San Luis Rey y Santa Bárbara. Era conocido por su buena voz para cantar. El 17 de diciembre fue ordenado sacerdote por Timothy Manning, entonces obispo auxiliar de Los Ángeles. Después de algunos meses de trabajo pastoral como capellán en Sacramento, fue maestro, bibliotecario y viceprefecto en el Seminario St. Anthony en Santa Bárbara de 1957 a 1962. Luego trabajó en San Miguel como ayudante del director de novicios y del párroco.
Para realizar estudios de posgrado, John Vaughn asistió a la Pontificia Universidad Gregoriana de Roma. A su regreso en 1969, se convirtió en maestro de novicios en Sacramento, al mismo tiempo que se convirtió en párroco de la parroquia de St. Francis, líder del grupo local de la Tercera Orden y Guardián del Convento de Sacramento. En 1973 el capítulo provincial de la Provincia de Santa Bárbara lo eligió vicario provincial y el 25 de mayo de 1976 superior provincial con sede en Oakland. Ya el 3 de junio de 1979 fue elegido Ministro General de la Orden Franciscana por seis años, confirmado en 1985 por otros seis años. Ocupó este cargo desde Roma. En 1982 inició un "Proyecto África" bajo el lema "¡África llama!", en el que se motivó a franciscanos de diferentes países a trabajar en grupos internacionales en varios estados de África Oriental en el cuidado pastoral y ampliar y ampliar las estructuras parroquiales e internas. consolidar.
En 1991 volvió a su provincia en California y en 1994 asumió nuevamente el oficio de maestro de novicios en San Miguel. En 2003 fue trasladado a Santa Bárbara y, como vicepostulador, dirigió el proceso de canonización del franciscano Junípero Serra, quien había jugado un papel importante en la cristianización de California en el siglo XVIII y fue canonizado por el Papa Francisco el 23 de septiembre de 2015. . Vaugn también participó activamente en la pastoral parroquial y como párroco de las Clarisas. Más recientemente estaba parcialmente ciego.